# Rainy day
1. REDIRECCIÓN Usuario:Jmlfoto/Taller/Rainy day